# Tu vuo' fa' l'americano
Tu vuo' fa' l'americano (Dus jij doet je als een Amerikaan voor) is een lied uit 1956 van de uit Napels afkomstige zanger Renato Carosone. Het lied is een zogenaamd Napolitaans lied (canzone napoletana) en is dan ook geschreven in het Napolitaans. Het is een satire op de Amerikanisering die sinds de Tweede Wereldoorlog zijn intrede deed.
Het lied gaat over een Italiaan die de Amerikaanse toerist loopt uit te hangen, maar die wel bij zijn moeder zijn hand moet ophouden om het allemaal te kunnen bekostigen.
De hoofdpersoon houdt zich bezig met een aantal typisch Amerikaanse zaken, zoals rock-'n-roll, whisky en soda, honkbal en Camelsigaretten.
Er zijn drie films waarin het nummer wordt opgevoerd. In Totò, Peppino e le fanatiche uit 1958, waarbij Carosone zelf zong, in It Started in Naples uit 1960 gezongen door Sophia Loren en in The Talented Mr. Ripley uit 1999. In deze laatste film is de situatie trouwens andersom: een van de hoofdpersonen is een rijke Amerikaanse jongen die in Italië als een Italiaan probeert te leven.
In 2010 had de Australische band Yolanda Be Cool een hit met We No Speak Americano, dit was een bewerking van Tu vuo' fa' l'americano.